# プンタ・ゴルタ

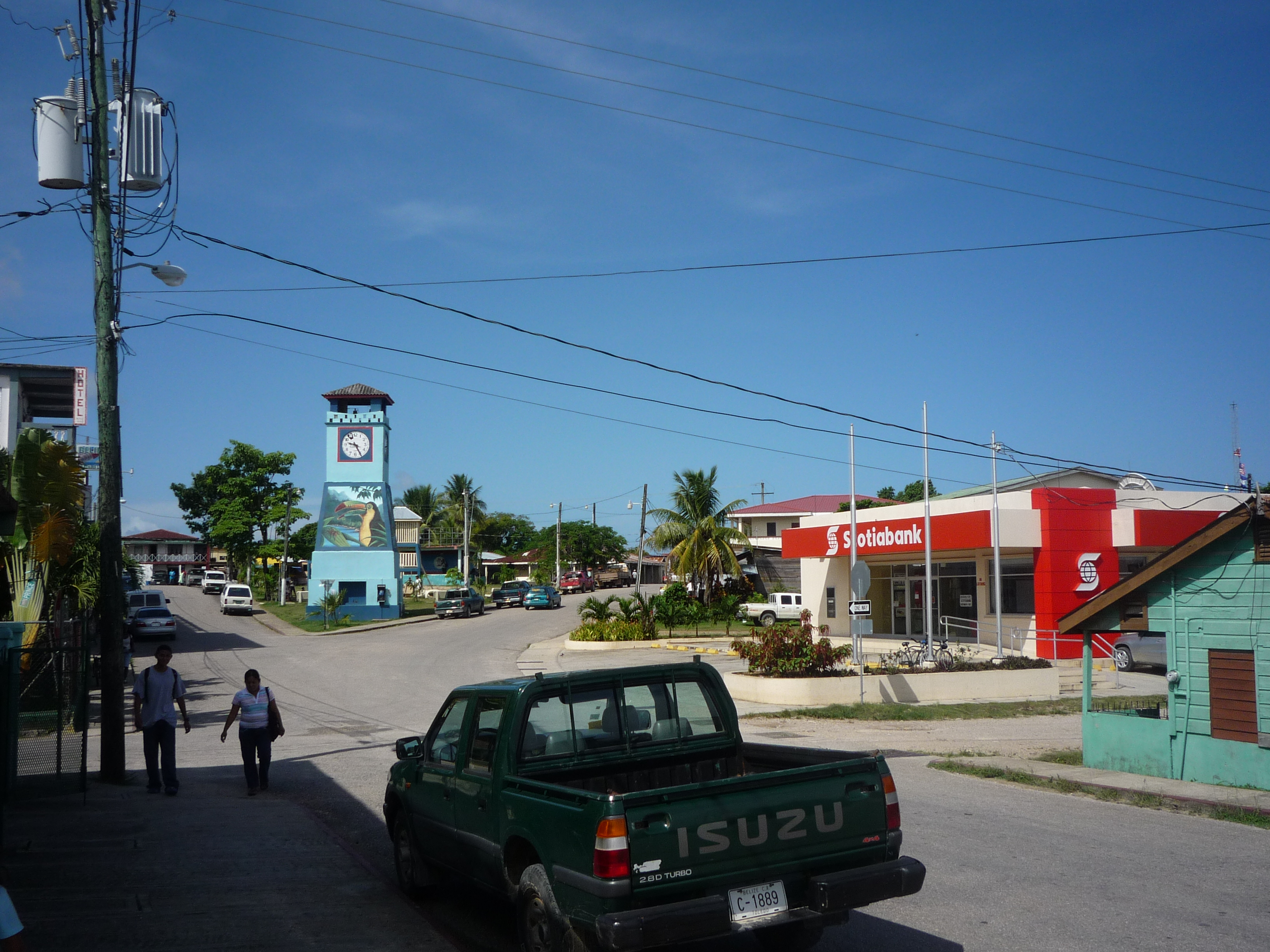
プンタ・ゴルダ

プンタ・ゴルダ（Punta Gorda）は、ベリーズ南部トレド郡の郡都である。愛称はピー・ジー（P.G.）。
人口6,530人（2020年推計）の小さな町だが、ベリーズ南部では最も規模の大きな町として知られる。小さな空港が所在し、二社が国内路線を運行している。また、隣国グアテマラへの定期船が運航しており、プエルト・バリオスとリビングストンへの二つの路線がある。